# Jónsbók

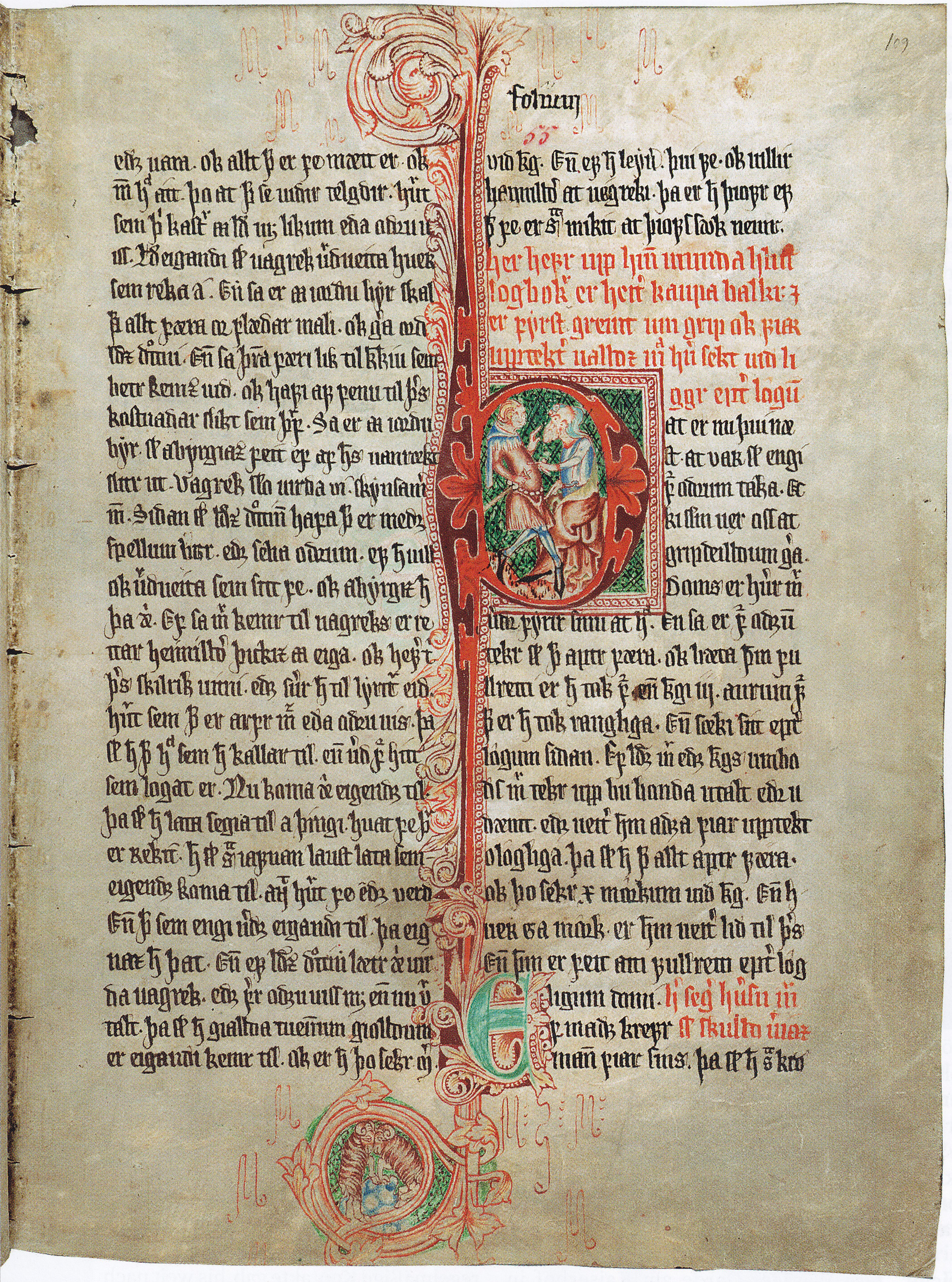
Iluminowana karta z rękopisu Jónsbók

Jónsbók (isl. Księga Jóna) – kodeks praw nadany Islandii przez króla Norwegii Magnusa VI Prawodawcę w 1280 roku. Jej autorem był Islandczyk Jón Einrasson. Kodeks dopuszczał m.in. na karę śmierci, która wcześniej nie była często wymierzana. Islandzki parlament (Althing) przyjął je w 1281 roku, prawo przetrwało ponad 400 lat. 